# Илюстрация Илинден
„Илюстрация Илинден“ (изписване до 1945 година: „Илюстрация Илиндень“) е списание на македонската емиграция в България преди Втората световна война.
Излиза в София от април 1927 до май 1944 година в 10 книжки годишно. Тиражът му варира от 1400 до 5000 броя. Печата се в печатници „Пирин“ и „Александър Стоичков“.
| Годишнина | Броеве             | Дата                           |
| --------- | ------------------ | ------------------------------ |
| I         | 1 – 10             | април 1927 – юли 1928          |
| II        | 1 (11) – 10 (20)   | септември 1928 – ноември 1929  |
| III       | 1 (21) – 10 (30)   | декември 1929 – декември 1930  |
| IV        | 1 (31) – 10 (40)   | януари 1931 – юни 1932         |
| V         | 1 (41) – 10 (50)   | септември 1932 – октомври 1933 |
| VI        | 1 (51) – 10 (60)   | ноември 1933 – октомври 1934   |
| VII       | 1 (61) – 10 (70)   | ноември 1934 – октомври 1935   |
| VIII – ХV | по 10 броя годишно | януари 1936 – декември 1943    |
| ХVI       | 1 (151) – 5 (155)  | януари 1944 – май 1944         |

„Илюстрация Илинден“ е илюстровано издание на Илинденската организация. Поставя си за задача да бъде архив на националноосвободителните борби на македонските българи (главно до 1912 година). Отпечатва статии за исторически събития, спомени, биографични справки за загинали борци, училищни и църковни деятели, етнографски статии, документи. Към списанието излизат и различни приложения. Съдържа данни за дейността на Илинденската организация. В него са публикували известни македонски творци, между които и Венко Марковски, Методи Терзиев, Анастас Лозанчев и други.
Пръв редактор на списанието е Петър Мърмев. От VI 1 (51) урежда редакционен комитет. От VI 8 (58) редактор е Христо Шалдев. От VIII 5 (75) – Кирил Христов Совичанов. От ХI 1 (101) редакционен комитет в състав Лазар Томов, Христо Танушев и Лука Групчев. От ХII 1 (111) Групчев е заменен от Васил Трифонов.
Позициите, отстоявани от „Илюстрация Илинден“, са близки до тези на ВМРО на Иван Михайлов. От втората половина на 30-те години редакцията и администрацията на списанието се помещават в Македонския дом в София.

## Приложения
От 1938 година като приложения на списанието излизат следните издания, отпечатани в софийската печатница „Пирин“:
- Христов К., Високо Преосвещенний Св. Скопский митрополит Неофит, София 1938, 16 с.[3][4]
- К. Х. (Кирил Христов) Антон Е. Кецкаров, София 1940, 16 с.[3][4]
- Христов, К. Иконом Тома Николов, първият дякон в Битоля, София 1940, 16 с.[3][4]
- Даме Груев. Избрани статии, София 1942, 16 с.[3][5]